# 理察·斯特里貝克
理察·斯特里貝克（德語：Richard Stribeck；1861年7月7日—1950年3月29日）是一名德國機械工程師。斯特里貝克曲線即以其名命名的。

## 生平
1880年，斯特里貝克求學於斯圖加特工業大學，主修機械工程學。1885年，於柯尼斯堡任職設計師。1888年，成為斯圖加特的教授。1890年，成為達姆施塔特工業大學機械工程學系的教授。1893年轉任德勒斯登工業大學教授，並於三年後成為該校實驗設備主任。

## 成就
斯特里貝克從事摩擦學研究，專攻潤滑滑動接觸的摩擦行為，如軸套等。他的研究促使斯特里貝克曲線的發展，該曲線為摩擦學的基本概念，描述操作環境（特別是正向加載、黏度和速度）對於流體潤滑接觸摩擦係數的影響。